# Transfusionsassoziierte akute Lungeninsuffizienz
Die transfusionsassoziierte akute Lungeninsuffizienz (Transfusion-related acute lung injury, TRALI; veraltet: transfusionsassoziiertes nichtkardiogenes Lungenödem) ist eine akute Erkrankung der Lunge, die nach einer Transfusion von Blutprodukten auftritt und eine der schwerwiegendsten Transfusionsnebenwirkungen darstellt.
Die TRALI ist definiert als akute Atemnot, die innerhalb von sechs Stunden nach einer Bluttransfusion auftritt, mit Lungeninfiltraten (Lungenödem) in der Röntgenaufnahme des Thorax und ohne Anzeichen für eine Herzinsuffizienz infolge einer Volumenüberladung als Ursache.
Die Häufigkeit in Deutschland wird für Erythrozyten-Konzentrate (nach Einführung der Leukozytendepletion) mit unter 1:1.000.000 angegeben, für therapeutisches Einzelplasma und Thrombozyten-Konzentrate beträgt sie 1–10:100.000 (Richtlinien Hämotherapie der Bundesärztekammer 2010). Die Sterblichkeit beträgt etwa 10 %. bzw. bis zu 25 % (Querschnittsleitlinien Blutkomponenten-Therapie der Bundesärztekammer 2008). TRALI wurde 1951 erstmals beschrieben.

## Ursachen

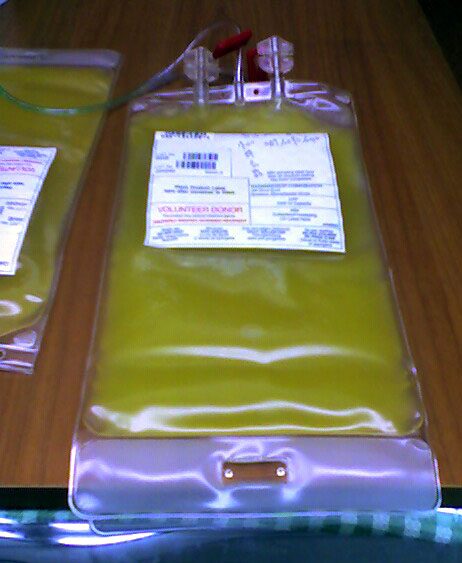
Thrombozytenkonzentrat

Antikörper, die gegen weiße Blutkörperchen (Granulozyten) des Empfängers gerichtet sind und hauptsächlich mit Frischplasmen (FFP) und Thrombozytenkonzentraten transfundiert werden, werden als Hauptursache der TRALI verantwortlich gemacht. Die Antikörper binden an humane Leukozytenantigene (HLA) der Klasse I und humane Neutrophilen-Antigene (HNA) der Granulozyten. Diese agglutinieren daraufhin, werden aktiviert und können in der Folge nicht mehr die Lungenkapillaren passieren. Durch die Ausschüttung von Sauerstoffradikalen und Enzymen wird die Durchlässigkeit (Permeabilität) der Lungengefäße erhöht, Blutplasma tritt aus und bildet ein Lungenödem aus.
Als Antikörper-unabhängiger Auslösemechanismus sind weiterhin biologisch aktive Lipide (Phosphatidylcholine) bekannt, die mit Blutkonserven übertragen werden und ebenfalls Granulozyten aktivieren können. Der klinische Verlauf dieser sogenannten nichtimmunogenen TRALI ist in der Regel milder.

## Klinik
TRALI äußert sich typischerweise als akut auftretende Atemnot (Dyspnoe), häufig von Blutdruckabfall (Hypotonie) und Fieber begleitet. Im Röntgenbild des Brustkorbes (Röntgen-Thorax) können erhebliche Infiltrate infolge des Lungenödems auftreten, die oft in Diskrepanz zum klinischen Bild stehen. Oft findet sich auch ein Abfall der Leukozyten im Blutbild.
Eine Unterscheidung zum akuten Lungenversagen (ARDS) anderer Ursache ist anhand des klinischen Bildes meist nicht möglich.

## Diagnostik

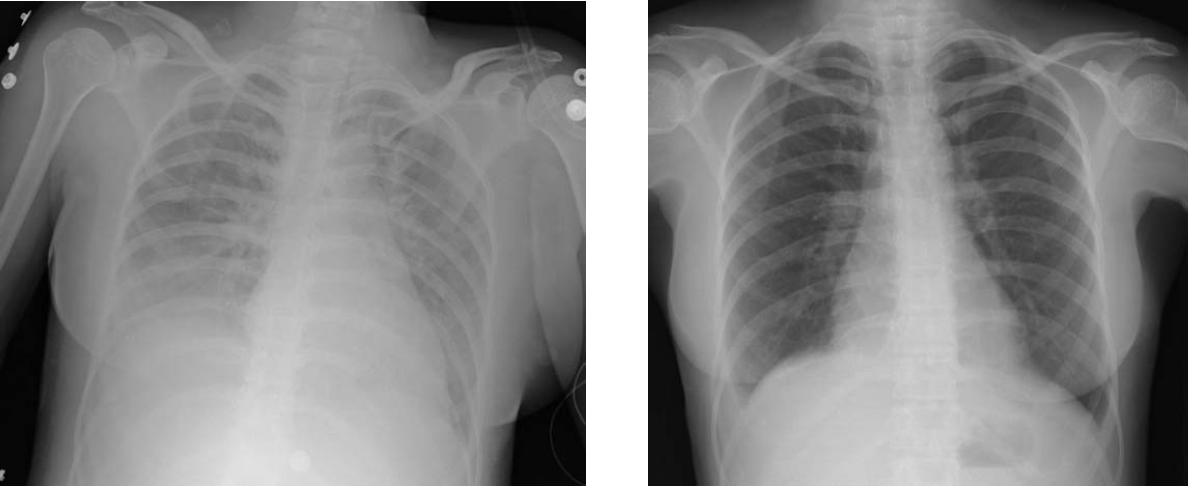
Röntgen-Thorax-Aufnahmen im akuten Stadium der TRALI (links) und nach Gesundung (rechts)

Die Diagnose ergibt sich aus klinischem Bild im Zusammenhang mit einer Transfusion und der Röntgen-Thorax-Aufnahme. Bei der wichtigsten Differenzialdiagnose, dem kardiogenen Lungenödem aufgrund einer Überlastung des Kreislaufes durch das Transfusionsvolumen (transfusion-associated circulatory overload, TACO), ist oft die linksventrikuläre Pumpfunktion eingeschränkt (Echokardiographie), die Herzsilhouette verändert (Röntgen-Thorax) und das Brain Natriuretic Peptide erhöht.
Die verabreichten Konserven werden immunologisch auf HNA- und HLA-Antikörper untersucht.

## Therapie
Zur Behandlung erhalten die Patienten Sauerstoff. Die Indikation zur Intubation und Beatmung wird früh gestellt, diese können für den Verlauf entscheidend sein. Der Nutzen von Kortikosteroiden ist nicht gesichert, die Gabe wird dennoch teilweise praktiziert. Die weitere (gegebenenfalls intensivmedizinische) Therapie erfolgt symptomatisch. Die Erholung erfolgt in den meisten Fällen rasch.

## Prävention
Auf die Transfusion von Produkten der Spender, deren Blutprodukte als Auslöser identifiziert werden konnten, wird in der Folge verzichtet.
Die meisten TRALI-Fälle werden durch FFP-Transfusion von Spenderinnen verursacht, die in mehreren Schwangerschaften gegen Leukozyten-Antigene sensibilisiert wurden und entsprechende Antikörper gebildet haben. Risikomindernd ist daher die Nutzung von Blutprodukten von Frauen ohne vorhergehende Schwangerschaften oder nur von Männern, was in der Praxis aufgrund der Knappheit der Blutkonserven jedoch nur eingeschränkt stattfindet.
Eine routinemäßige Testung aller Spender auf die entsprechenden Antikörper ist nicht vorgeschrieben und wird aus ökonomischen Gründen meist nicht durchgeführt.